# Q's barbershop
|  | Denne artikel er oprettet af botten Steenthbot ud fra en ekstern database. Den kan derfor have sproglige fejl eller mangler. Denne skabelon kan fjernes efter kontrol af indholdet. |

Q's barbershop er en dansk dokumentarfilm fra 2019 instrueret af Emil Langballe.

## Handling
Q´s Barbershop ligger i hjertet af Vollsmose - Danmarks største sociale boligbyggeri - og er et populært hænge-ud sted for byens unge somaliere. Her kan man få en klipning og gode råd om de store spørgsmål i livet såsom kærlighed, parforhold eller uddannelse af den somaliskfødte barber Qasim Ahmed Nuur.

## Medvirkende
- Qasim Ahmed Nuur
- Elias Ahmed Hussein
- Abdiaziz Yusuf
- Riyad Dommariya
- Abdirisak Ahmed Mahamud
- Abdi Weli
- Yassin Jama
- Ali Adan Mohamed
- Ahmed M. Hassan
- Abdallah Bangali
- Bangali Jr.
- Mohamud Franko Guled
- Hassan El-khatib
- Abdirizak Maslah Gaanuf
- Yusuf Faysal Ismail
- Mohamed Mahamud
- Abdulqadir Bashir Hussein
- Moustapha Aboulebde
- Osman Ali
- Mohamed Abdi
- Abdifatah Ahmed Jibril
- Bedilu Dagem Engelund
- Axel Matwara
- Abdiasis Elmi
- Aram Selivani
- Faisal Hassan
- Jonas Hassan
- Yaaquub Hussein
- Ibrahim El-haj
- Yasiin Hassan
- Razi Irawani
- Jama Burhan Mohammed
- Sh. Nuur
- Ahmed Mohamed
- Ayuub Hussein
- Said Silva
- Mahamed Mahad
- Ridwan Qasim Ahmed
- Yonis Omar
- Fuad Gumas
- Bihito Moses
- Radwan Ismail
- Sharmake Ahmed
- Mohamed Liban
- Abdulahi Abdikarim
- Shirwa Ahmed
- Abdirahman Mustafa Mohamed
- Abdirahman Yusuf
- Mahad Amakaak
- Cafif Ahmed
- Anas Aweis
- Hamza Abdulkadir
- Elias Four
- Abdirahman Maslah Gaanuf
- Abdi Ismail
- Abdirahman Abdi Fernandinho
- Shirwa Artan
- Jaamac Mohamed
- Ahmed Abdiqadir Mohamud